# Too Much
„Too Much е шестият сингъл на английската поп група Spice Girls, издаден на 8 декември 1997.
Песента се задържа на първо място в класацията за сингли на Великобритания UK Singles Chart.

## Списък

### Британско (част 1), Бразилско и Европейско CD
1. „Too Much“ (радио редактиран) – 3:51
2. „Outer Space Girls“ – 4:00
3. „Too Much“ (Soulshock & Karlin Remix) – 3:52

### Британско, Нидерладско, Тайванско, Тайландско (част 2) и Южноамериканско CD
1. „Too Much“ (радио редактиран) – 3:51
2. „Too Much“ (оркестрова версия) – 4:38
3. „Walk of Life“ – 4:16

### Дигитално EP
1. „Too Much“ (радио редактиран) – 3:51
2. „Walk of Life“ – 4:16
3. „Outer Space Girls“ – 4:00
4. „Too Much“ (оркестрова версия) – 4:38
5. „Too Much“ (Soulshock & Karlin Remix) – 3:52
6. „Spice Up Your Life“ (Murk Havana FM радио Mix) – 3:39

### Австралийско CD, Нидерландско, Тайванско, Тайландско и Британско преиздание (част 1)
1. „Too Much“ (радио редактиран) – 3:51
2. „Outer Space Girls“ – 4:00
3. „Spice Up Your Life“ (Murk Havana FM радио Mix) – 3:39

### Европейско (част 2) и Френско CD
1. „Too Much“ (радио редактиран) – 3:51
2. „Outer Space Girls“ – 4:00

### Японско CD
1. „Too Much“ (радио редактиран) – 3:51
2. „Too Much“ (оркестрова версия) – 4:38
3. „Walk of Life“ – 4:16
4. „Outer Space Girls“ – 4:00

### Американско CD
1. „Too Much“ (радио редактиран) – 3:51
2. „Too Much“ (оркестрова версия) – 4:38
3. „Too Much“ (Soulshock & Karlin Remix) – 3:52
4. „Outer Space Girls“ – 4:00